# Mazeppa (Minnesota)
Mazeppa è una città degli Stati Uniti d'America, situata in Minnesota, nella contea di Wabasha.